# Douglas Young
Douglas Cuthbert Colquhoun Young (5 juin 1913 - 23 octobre 1973) est un poète, érudit, traducteur et homme politique écossais. Il est le chef du Parti national écossais (SNP) de 1942 à 1945 et est professeur de lettres classiques à l'Université McMaster et à l'Université de Caroline du Nord à Chapel Hill.

## Jeunesse et éducation
Young est né à Tayport, Fife, le fils de Stephen Young; un commis commercial employé en Inde par une entreprise de jute de Dundee. Son père insiste pour que sa femme enceinte rentre chez elle pour donner naissance à leur fils en Écosse. Cependant, peu de temps après sa naissance à Fife, Douglas est emmené en Inde avec sa mère, où il passe la première partie de son enfance au Bengale, y parlant l'ourdou comme deuxième langue .
Dès l'âge de huit ans, Young fréquente l'école Merchiston Castle à Édimbourg, où il développe un profond intérêt pour l'histoire et les classiques. Il étudie à l'Université de St Andrews, où il obtient une maîtrise de première classe en lettres classiques en 1934, puis au New College d'Oxford, de 1935 à 1938 . Mesurant deux mètres, il possède également un large éventail de talents sur un large éventail de sujets et est reconnu comme un polymathe ,.

## Enseignant
Young commence sa carrière universitaire professionnelle à l'Université d'Aberdeen, où il est maître de conférences adjoint en grec de 1938 à 1941.
Après la guerre, Young est maître de conférences en latin à l'University College de Dundee (qui fait alors partie de l'Université de St Andrews), de 1947 à 1953, puis maître de conférences en grec à l'Université de St Andrews de 1953 à 1968 .
Il traduit la comédie Les Oiseaux du dramaturge grec Aristophane. The Burdies est joué pour la première fois en 1959 à Édimbourg ,. En 1966, il est joué par la Royal Lyceum Company .
En 1952, Young voyage avec Naomi Mitchison dans le cadre d'une délégation de l'Appel des auteurs pour la paix mondiale en Union soviétique. Young rencontre alors plusieurs auteurs russes, dont Mikhaïl Zochtchenko et Samouil Marchak . Au cours de la visite, les autorités soviétiques « ont refusé de transmettre un script radio » où Young expose le point de vue de l'Europe occidentale sur la guerre de Corée . Young est président du PEN écossais de 1958 à 1962.
En 1968, il part au Canada pour occuper un poste de professeur de lettres classiques à l'Université McMaster, où il enseigne jusqu'en 1970. Il est ensuite le premier professeur de grec de la chaire Paddison à l'Université de Caroline du Nord à Chapel Hill de 1970 jusqu'à sa mort ,,.

## Carrière politique

### SNP pendant la Seconde Guerre mondiale
Déjà membre du Parti travailliste, Young rejoint le Parti national écossais (SNP) en 1938, présidant le SNP à Aberdeen dans les années 1940. Le SNP s'engage à s'opposer à la conscription, sauf par un gouvernement écossais, et Young refuse de s'inscrire soit pour le service militaire, soit en tant qu'objecteur de conscience pendant la Seconde Guerre mondiale. Il purge deux peines de prison, étudiant le grec autant que possible dans sa cellule. Au procès, Young conteste l'autorité du gouvernement britannique, en particulier si l'Acte d'Union pouvait être utilisé pour contraindre les Écossais à servir dans l'armée britannique en dehors des îles britanniques . Il est condamné en vertu du National Service (Armed Forces) Act 1939 par la cour du shérif de Glasgow en avril 1942. Il fait appel devant la Haute Cour en juillet 1942, mais cela est rejeté. Les activités de Young sont vilipendées comme sapant l'effort de guerre britannique contre les nazis.
Le Dr Robert McIntyre, secrétaire du SNP, organise une procession avec des cornemuses pour chanter pour Young le dimanche aux portes de la prison.
Peu de temps après sa sortie de prison, Young se présente comme candidat du SNP à l'élection partielle de Kirkcaldy Burghs en février 1944. Son agent électoral est Arthur Donaldson et la campagne doit beaucoup à la contribution du Dr Robert McIntyre. Dans un scrutin à trois, Young obtient 6 621 voix, soit 42 % des voix, assurant une solide deuxième place derrière le candidat de la Coalition le travailliste Thomas Hubbard.
En juin 1944, il comparait devant la cour du shérif de Paisley pour non-respect des règles de défense et est condamné à une deuxième peine de prison. En octobre, son appel est entendu par la Court of Criminal Appeal mais rejeté par Lord Cooper.

### Après la guerre
Young démissionne du SNP en 1948, pour protester contre la nouvelle constitution du parti, qui interdit d'être membre du SNP tout en étant membre d'un autre parti politique. Il a été membre à la fois du Parti travailliste et du SNP jusqu'à ce qu'il soit élu chef en 1942, et s'est opposé aux efforts visant à interdire l'adhésion à deux partis lorsque cela a été proposé au cours des précédentes années . L'événement qui amène la situation à un point critique est l'expulsion par le parti de Robert Wilkie, qui s'est présenté en tant que « nationaliste indépendant » sous l'étiquette du SNP lors de l'élection partielle de Glasgow Camlachie en 1948 . Young rejoint le Parti travailliste en juin 1951, en partie à cause de la situation périlleuse dans laquelle se trouve le parti avec sa faible majorité parlementaire à la suite des élections générales de 1950. Il estime également que la réponse au Pacte écossais entraînerait certainement la création d'un Parlement écossais, qu'il a soutenu en tant que membre du Parti travailliste .
En 1967, il est membre fondateur du Club 1320, qui cherche à offrir une alternative nationaliste au SNP .

## Fin de carrière
Young est décédé subitement à son bureau à Chapel Hill, en Caroline du Nord, le 23 octobre 1973, à l'âge de 60 ans . Il s'est marié en 1943 avec la céramiste écossaise Helena (Hella) Auchterlonie (1910-1999) ; le couple a deux filles.
En 2003, une plaque en sa mémoire est dévoilée au Writers' Museum d'Édimbourg .

## Publications
- Quislings in Scotland: Review of the Fifth Column, 1942
- Auntran Blads, 1943
- A Braird o Thristles, 1947
- Chasing an Ancient Greek, 1950
- Scottish Verse, 1851–1951, 1952
- The Puddocks, 1957
- The Burdies, 1959
- Theognis, 1961
- Edinburgh in the age of Sir Walter Scott, 1965
- Hippolytus, 1968
- St. Andrews: Town and Gown, Royal and Ancient, 1969
- Scotland, 1971
- Oresteia, 1974
- Naething Dauntit. The Collected Poems of Douglas Young, édité par Emma Dymock, avec une préface de Clara Young. Terre bourdonnante, Édimbourg, 2016.